# 鄺保羅
鄺保羅，GBS（1950年—） ，香港宗教界人士，香港聖公會教省榮休大主教、香港聖公會香港島教區榮休主教及前香港聖公會澳門傳道地區主教。他亦擔任中國人民政治協商會議全國委員會委員，
現任聖公會明華神學院院長。

## 生平
鄺保羅原籍廣東省開平市，於1950年出生，其父親為一位教師，其曾祖父輩的鄺日修則為聖公會維多利亞教區首位華人牧師，鄺保羅本身是家中第四代聖公會教友。
鄺保羅早年在香港島西營盤長大，曾就讀西邊街國民學校，1963年畢業於皇后大道西潮商英文中學小學部（第2屆英文小學），中學就讀聖保羅書院，1977年畢業於香港嶺南學院（完成4年制課程），並獲得英文系文學學士學位。1979年到1983年期間，他於美國聖公會太平洋神學院修讀神道學碩士課程。
1996年，於英國伯明翰大學修讀哲學博士課程，現為該大學哲學博士候選人，又為加拿大聖公會威克里夫神學院榮譽神學博士候選人。
鄺保羅先生於1982年被按立為會吏，1983年被按立為牧師，並隨即獲委為聖公會港澳教區聖三一堂助理聖品。1986年至1996年期間，鄺保羅牧師出任聖馬提亞堂主理聖品，其後出國進修神學。2005年12月30日，鄺牧師當選為香港聖公會香港島教區主教，翌年3月25日獲祝聖後擔任候任主教，2007年1月15日接替鄺廣傑大主教陞座為香港島教區主教。2007年2月3日，鄺保羅主教當選為香港聖公會教省主教長，9月陞座。
2013年，鄺保羅博士獲中國人民政治協商會議全國委員會任命為委員。
2017年，聖公會耶路撒冷暨中東教省耶路撒冷教區在6月27日於聖城耶路撒冷聖佐治座堂（St. George's Cathedral）舉行法政陞座及派立禮，鄺保羅大主教陞座就任聖佐治座堂法政主教（Episcopal Canon）。
2020年，鄺保羅大主教於12月29日在聖約翰座堂舉行榮休感恩崇拜，12月31日屆齡榮休。
2021年，鄺保羅獲邀請出任教省榮休大主教及香港島教區榮休主教。
2022年，鄺保羅榮休大主教由
6月1日起出任聖公會明華神學院學院院長。

## 爭議
鄺保羅大主教自出任全國政協委員後，曾發表「普選不是萬靈丹」的言論，他不贊同以公民抗命手段爭取普選，對於「佔領中環行動」有所保留。

### 「帶菲傭遊行論」
鄺保羅大主教於2014年7月6日在聖保羅堂講道期間，諷那些於7月2日凌晨被捕，並向警方投訴拘留期間缺乏食物的集會人士，指他們應該帶同菲傭前往集會場地。鄺大主教又批評他們沒有分析能力，並宣稱自己不明白港人為何常要就事件發聲表達意見。鄺主教其後又引用聖經，指耶穌有如被宰殺的羔羊一樣，默默無聲。大主教宣稱，香港並無自主權，只有高度自治。
該番言論引起各大傳媒及社會人士極大的迴響，被不少人斥責（包括聖公會及各宗派教友），指其理論並不合常理邏輯。其後，佔中發起人朱耀明牧師、陳士齊博士、馮智活牧師、張大衛牧師及歐陽文風牧師等各宗派多位社運界、民主派教友、神職人員及學者均表示鄺大主教其講道內容為信仰的錯誤觀念以劃清界線，民主黨的劉慧卿議員更批評他不應如此批評有理想的學生，並認為其言論像發晦氣。

### 住所
鄺大主教的住所是達1500呎、市值為2400萬元的豪宅大潭浪琴園，而他同時以價值35萬港元的寶馬X3代步。此外，他閒時還會到香港賽馬會的會所打壁球。

## 著作
- Kwong, Paul (2011). Identity in Community: Toward a Theological Agenda for the Hong Kong SAR （页面存档备份，存于）. Münster: LIT Verlag. ISBN 978-3-643-90078-4.